# 小柳牧衛

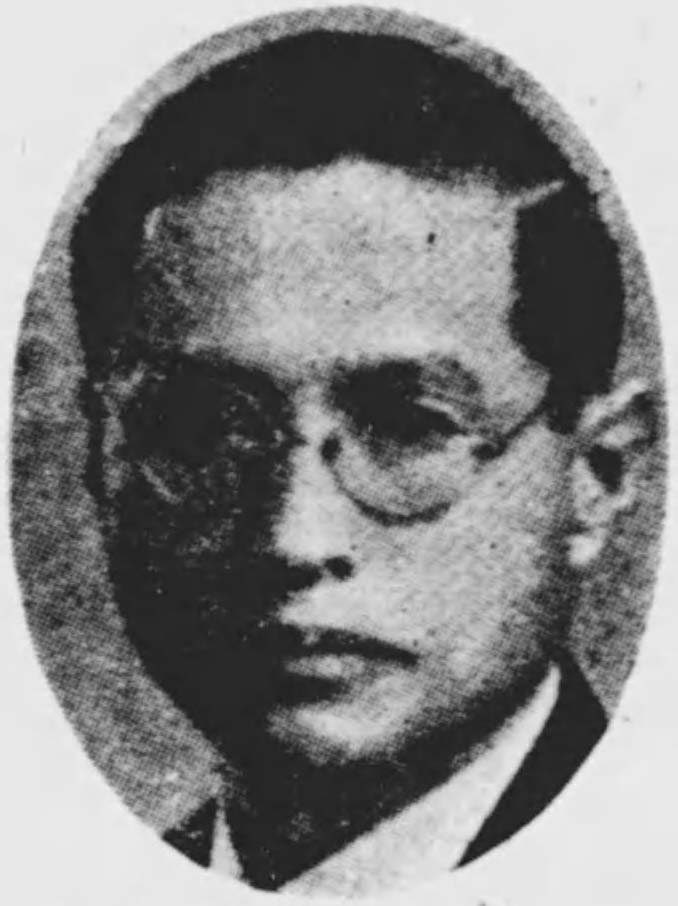
小柳牧衛（1938年）

小柳 牧衛（小柳 牧衞、こやなぎ まきえ、1884年7月13日 - 1981年12月21日）は、日本の内務官僚、政治家。官選県知事、新潟市長、衆議院議員、参議院議員。幼名は畋之助。

## 経歴
新潟県北蒲原郡川東村大字上楠川（現:新発田市）に生まれる。新発田中学、第一高等学校を経て、1909年に東京帝国大学法科大学政治学科を卒業。同年11月、文官高等試験行政科試験に合格。1910年、内務省に入り北海道属となり、1913年、北海道庁理事官に就任。
その後、青島守備軍民政部事務官、臨時震災救護事務局事務官兼総務課長、青森県内務部長、山口県書記官・内務部長、神奈川県書記官・内務部長などを歴任。1926年9月、青森県知事に就任。1927年5月17日に休職となる。以後、福島県、長崎県、兵庫県の各知事を歴任した。1931年12月18日に兵庫県知事を休職。1932年1月29日、依願免本官となり退官した。
1934年1月、新潟市長に就任。1936年2月、第19回衆議院議員総選挙で新潟県第二区に立憲民政党から 出馬し当選。1942年4月の第21回総選挙まで連続3回当選した。この間、平沼内閣の文部政務次官を務めた。
戦後に公職追放となる。追放解除後、第2回参議院議員通常選挙の新潟地方区補欠選挙で当選。以後、第4回、第6回通常選挙で当選し、通算3回の当選を果した。1964年秋の叙勲で勲二等旭日重光章受章（勲三等からの昇叙）。1968年7月の第8回通常選挙には出馬せず引退。参議院議員としては、参議院内閣委員長、外務委員長、公職選挙法改正に関する特別委員長などを務めた。
1974年秋の叙勲で勲一等瑞宝章受章。
1981年12月21日死去、97歳。死没日をもって正四位から従三位に叙される。